# Махачева, Таус Османовна
Тау́с Осма́новна Маха́чева (1983, Москва, СССР) — российская художница.

## Биография
Таус Махачева родилась в 1983 году в Москве. С 2002 по 2003 год училась в Лондонском колледже коммуникации при Лондонском университете искусств и дизайна. С 2003 по 2007 год училась в Голсмитс Колледже Лондонского Университета (диплом бакалавра по программе «Современное искусство»). В 2006 году окончила РГГУ по специальности «Мировая экономика». С 2008 по 2009 год училась в Институте Проблем Современного Искусства (ИПСИ) по программе «Новые художественные стратегии» в Москве. Читала курс лекций по перформансу в МГУ и в «Первой галерее» в Махачкале. С 2011 по 2013 год училась в Королевском колледже искусств (Royal College of Art) (диплом магистра по программе «Современное искусство») в Лондоне.
В 2011 году работа Таус Махачевой «Быстрые и неистовые» была выбрана Петером Вайбелем в основной проект 4-й Московской биеннале. В этом же году художница стала финалисткой премии Кандинского в номинации «Медиа-арт. Проект года».
Лауреат VII Всероссийского конкурса 2012 г. в области современного визуального искусства ИННОВАЦИЯ в номинации «Новая генерация».
В 2012 г. Т.Махачева участвовала в Ливерпульской биеннале, в 2013 на биеннале в Шардже и в специальной программе 55-й Венецианской биеннале.
В 2014 финалист Всероссийского государственного конкурса в области современного искусства «Инновация» в номинации: «Региональный проект 2013 года» (выставка: «История требует продолжения»). В этом же году Таус Махачева стала лауреатом премии Будущее Европы, GfZK Музей Современного Искусства, Лейпциг.
Работы хранятся в Tate Modern (Лондон), в музее современного искусства MUHKA в Антверпене, Московском музее современного искусства, Государственном центре современного искусства (Москва), в собрании Sharjah Art Foundation (Шарджа), в Дагестанском музее изобразительных искусств им. П. С. Гамзатовой, в собрании Газпромбанка, в собрании Vehbi Koç Foundation (Стамбул), в собрании Yarat Foundation (Баку), в собрании Kadist Art Foundation (Париж, Сан-Франциско), в Художественном музее Уппсалы, в собрании Videoinsight Foundation (Турин), в частных собраниях в России и за рубежом.
В 2016 году стала лауреатом премии Кандинского в категории «Молодой художник. Проект года» с перформансом «Без названия — 2».
В 2017, 2018 годах вошла в Российский инвестиционный художественный рейтинг 49ART, представляющий выдающихся современных художников в возрасте до 50 лет.

## Семья
Дедушка: Расул Гамзатов -  аварский поэт, прозаик, публицист, публичная и политическая фигура в советском и русском пространстве, переводчик, лауреат Сталинской и Ленинской премии, народный поэт Дагестанской АССР, Герой Социалистического Труда (1923-2003).
Бабушка: Патимат Гамзатова -  глава Дагестанского музея изобразительных искусств им. П.С. Гамзатовой (1964-2000).
Мать: Патимат Гамзатова - историк искусства, член-корреспондент Российской академии художеств, заслуженный работник культуры Республики Дагестан.
Отец: Осман Махачев  - доктор медицинских наук, профессор, заслуженный врач Российской Федерации.

## Образование
- 2011-2013 – магистр изобразительных искусств, Королевский колледж искусств, Лондон
- 2008-2009 –  Новые стратегии в современном искусстве, Институт Современного Искусства, Москва
- 2003-2007 – бакалавр изобразительных искусств (студийная практика и современные критические исследования), Колледж Голдсмитс, Лондонский университет, Лондон
- 2002-2003 – базовый диплом в области фотографии, Лондонский колледж коммуникаций, Лондон
- 2000-2005 – Российский Государственный Гуманитарный Университет, мировая экономика, Москва

## Избранные коллекции
- Art Gallery of Ontario, Онтарио
- Centre Pompidou, Париж
- Galerie für Zeitgenössische Kunst Leipzig, Лейпциг
- Газпромбанк, Москва
- Kadist Art Foundation, Париж, Сан-Франциско
- Los Angeles County Museum of Art, Лос-Анджелес
- Louis Vuitton Foundation, Париж
- Московский музей современного искусства, Москва
- Museum of Modern Art, Антверпен
- Musée cantonal des Beaux-Arts, Лозанна
- Государственный центр современного искусства (ГЦСИ), Москва
- Государственный музей изобразительных искусств им. А.С. Пушкина, Москва
- Дагестанский музей изобразительных искусств им. П.С. Гамзатовой, Махачкала[13]
- Sharjah Art Foundation, Шарджа
- Tate Modern, Лондон
- Государственная Третьяковская галерея, Москва
- Uppsala Konstmuseum, Уппсала
- Van Abbemuseum, Эйндховен
- Vehbi Koç Foundation, Стамбул
- Videoinsight Foundation, Турин
- YARAT Contemporary Art Space, Баку

## Премии
- 2021 Премия Кандинского, номинация «Медиа проект», шорт-лист, Moscow[14]
- 2021 Art Here 2021 Richard Mille Art Prize, номинация «Память, Время, Территория», Abu Dhabi Louvre, шорт-лист, Абу-Даби[15]
- 2019 Future Generation Art Prize, шорт-лист, Victor Pinchuk Foundation, Киев[16]
- 2018 Cosmoscow 2018, номинация «Художник года», Cosmoscow Foundation for Contemporary Art, победитель, Москва[17]
- 2016 Премия Кандинского, номинация «Молодой художник. Проект года», победитель, Москва (как Супер Таус)[1]
- 2015 6-я Московская биеннале современного искусства, победитель, Москва[18]
- 2013 Future of Europe, победитель, (GfZK) Galerie für Zeitgenössische Kunst, Лейпциг[2]
- 2013 Государственная премия в области современного искусства «Инновация», номинация «Региональный проект», шорт-лист, Государственный Центр современного искусства (ГЦСИ), Москва[19]
- 2012 Государственная премия в области современного искусства «Инновация», номинация «Новое поколение», победитель, Государственный Центр современного искусства (ГЦСИ), Москва[3]
- 2011 Премия Кандинского, номинация «Медиа арт», шорт-лист, Москва[20]

## Избранные персональные выставки
2022 — «Пространство торжества» (куратор — Лукас Морен, Нора Разиан), Jameel Arts Center, Дубай
2021 — «Есть возможность немного поднять потолок» (куратор — Ханне Хагенаарс), Fries Museum, Фрисландия
2020 — «4`224,92 см’2 Дега» (куратор — Николь Швейцер), Musée cantonal des Beaux-Arts, Лозанна
2020 — «Попридержи коней» (куратор — Хелен Ватсон и Мелисса Бёрнтаун), The Tetley, Лидс
2020 — «Прочные черные туфли» (куратор — Эдит Мольнар и Маресль Швиерин), Edit Russ Haus für Medienkunst, Олденбург

2019 — «Общество наблюдения за супергероями», разработано Саби Ахмед и Таус Махачевой, KADIST Foundation, Париж
2019 — «Шаривари» (куратор — Суад Гаряева-Малеки), Yarat Contemporary Art Space, Баку
2019 — «Из камня, из горы» (куратор — Никола Одюро), LE CAP - Centre d'arts plastiques de Saint-Fons, Сан-Фонс
2019 — «Сильные» (куратор — Лидия Прибишова), Hit Gallery, Братислава
2018 — «Кладовая» (Storeroom) (куратор — Кристиан Берндес), Van Abbemuseum, Эйндховен
2018 — «БайдÀ», narrative projects, Лондон
2018 — «Байда», Althuis Hofland Fine Arts, the Gemma, Амстердам
2018 — «Канат» (куратор — Ребека Вайг Абрахамсон), Uppsala Konstmuseum, Уппсала
2017 — «Облако, зацепившееся за гору» (куратор — Алексей Масляев), Московский музей современного искусства (ММОМА), Москва
2017 — «Второй мир. Третья попытка», Leo Xu Projects, Шанхай
2015 — «Вабабай-вададай!», Narrative projects, Лондон
2015 — «Заметки на полях» (куратор — Ребека Вайг Абрахамсон), Художественный музей Уппсалы
2014 — «Дагестан. Не на продажу» (куратор — Алексей Масляев), artSumer галерея, Стамбул
2014 — «Прогулка, Танец, Ритуал» (куратор — Илина Коралова), GfZK Музей Современного Искусства, Лейпциг, ФРГ
2013 — «Что? Чье? Почему?» (куратор — Дарья Кирсанова), Raf projects, Тегеран
2013 — «История требует продолжения» (куратор — Алексей Масляев), Выставочный зал Союза художников Республики Дагестан, Махачкала
2013 — «Об исторических идеалах труда в стране покорившей космос», The Mews artist run space, Лондон
2013 — «Процесс или событие раскола» (кураторы — Мария Котлячкова и Эммели Персон), Художественный музей Кальмара, Швеция
2012 —  «Позволь мне быть частью нарратива» (куратор — Алексей Масляев), Галерея «Paperworks», «Винзавод», Москва.
2012 — «Топография маскулинности» (кураторы — Ирина Старк и Кэлли Клифа), 7 Ливерпульская биеннале современного искусства: Город государство, LJMU Copperas Hill Building, Ливерпуль
2011 — «Поддерживающие действия (мимесис)» (куратор — куратор Марко Скотини), Laura Bulian галерея, Милан.
2010 — 
«Поддерживающие действия» (куратор — Алексей Масляев). Галерея «Паноптикум InUtero», «ARTPLAY» на Яузе, Москва.
2009 — «Пространство торжества», Первая Галерея, Махачкала

## Групповые выставки
2022
- «В сердце другой страны» (куратор — Д-р Омар Холейф), Contemporary Art of Deichtorhallen Hamburg, Гамбург[43]
- «Я высоко поднимаюсь, я плыву, и там я прыгаю» (куратор — Вэн Сяоюй), Xiao Museum of Contemporary Art, Шаньдун[44]
- «Цирк, в котором мы существуем» (куратор — Джоанна Де Вос), четыре локации в Намюре: Le Delta, musée Félicien Rops, Musée des Arts Anciens, Belgian Gallery, Намюр[45]
- «Боль и исцеление. Давайте представим другое наследие» (куратор — Чарльз Эше), Tensta Konsthall, Стокгольм[46]
- «Миграции в искусстве – искусство миграций» (куратор —Данило Вуксанович, Елена Огнянович и Лука Кулич), Нови-Сад[47]
- «Женщины в движении» (куратор — Мария Линд), Смена, Казань[48]

2021
- «Летняя коллекция», Московский музей современного искусства, Москва[49]
- «Биеннале Трудного наследия» (куратор — Антон Вальковский), Волгоград[50]
- «1.5» (куратор — Стефани Бётчер), Kunsthalle Mainz, Майнц[51]
- «Руки» (куратор — Мадхурси Дутта и Ала Юнис), Akademie der Künste der Welt, Кёлн[52]
- «Метаморфозы и время траура» (куратор — Даниэла, Линда Досталкова), PLATO Ostrava, Острава[53]

2020
- «Послесвечение, Иокогамская триеннале» (куратор — Raqs Media Collective), Иокогама[54]
- «Лахорская биеннале 02: Между Солнцем и Луной» (куратор —   Шейха Хур Аль-Касими), Лахор[55]

2019
- «Космополис #2: Переосмысление человека» (куратор —  Кэтрин Вейр, помощник куратора «Космополиса» Илария Конти в сотрудничестве с помощниками кураторов Шарлен Динхут и Чжан Ханьлу), Centre Pompidou, Париж[56]
- «Новый Архив Тиражного Искусства (НАТИ), выставка Shaltai editions» (куратор — Ирина Горлова и Антонио Джеуза), Tretyakov Gallery, Москва[57]
- «Где-то между» (куратор — Ульрика Флинк), Boras Konstmuseum, Борас[58]
- «Биеннале «Встречи с искусством»» (куратор — Мария Линд и Анка Ружойу), Тимишоара[59]
- «Где вода встречается с другой водой» (кураторы: by Аделаида Блан, Дарья де Бове, Ян Гурмель, Маттье Лельевр, Виттория Матаррез, Клэр Мулен, Хьюго Витрани), 15-я Лионская биеннале современного искусства, Fagor Factory, macLYON, Lyon Museum of Contemporary Art, Лион[60]
- «Жизнь вещей» (куратор — Мария Виллс Лондоно в коллаборации с Одри Женуа и Мод Джонсон,16-я МОМЕНТА биеннале, Galerie de l'UQAM, Монреаль, Квебек[61]
- «Happiness is Born in the Guts» (куратор —

Ягна Домжальска), Galeria Miejska Arsenal, Познань
- «Искусство быть хорошим» (куратор — Сиим Прейман), Tallinn Art Hall, Таллинн[63]
- «После ухода | Перед приездом» (кураторы: Элизабет Дель Прет, Дэниел Майлнз, Лидия Прибишова, Неринга Стошкуте и Алессандра Тронконе, 12-я Каунасская биеннале, M. K. Čiurlionis National Museum of Art, Каунас[64]
- ««Арт-премия «Будущее поколение»» (куратор — Бьорн Гельдхоф и Татьяна Кочубинска), 58-я Международная арт выставка - Венецианская биеннале, параллельная программа, Palazzo Ca’ Tron, Венеция[65]
- «Хранитель; Иметь и держать» (куратор — Эмер МакГарри), The Model, Слиго[66]
- «Арт-премия «Будущее поколение»» (куратор — Бьорн Гельдхоф и Татьяна Кочубинска), Pinchuk Art Centre, Киев[67]

2018
- «Панк-ориентализм» (куратор — Сара Раза), MacKenzie Art Gallery, Regina, Саскачеван[68]
- «Ритуалы знаков и метаморфоз» (куратор — Тарек Абу Эль  Фетух), Red Brick Art Museum, Пекин[69]
- «Завтра будет вчера» (куратор — Андрей Мизиано), ERTY gallery, Тбилиси[70]
- «Коалиция альтернативных героев» (куратор — Дарья Хан, Mimosa House), Лондон (как Супер Таус)[71]
- «Сверхприрода в двух частях: Часть I» (куратор — Дарья Хан и Mimosa House), Lisson Gallery, Лондон (как Супер Таус)[72]
- «Граница» (куратор — Инке Арнс и Тибо де Рёйтер), Goethe Institute в Музейном и Выставочном комплексе Российской академии художеств, Екатеринбург, Алматы и Ташкент[73]
- «Прекрасный мир, где же ты?» (куратор — Китти Скотт и Салли Тэлэнт), 10-я Ливерпульская биеннале, Ливерпуль[74]
- «Трансформация. Современное искусство Дагестана» (куратор — Мария Филатова), Фонд Марджани, Музей Эрарта, Санкт-Петербург[75]
- «Места: одно за другим» (куратор — Виктор Мизиано и Анна Журба), IV сессия Виктора Мизиано «Удел человеческий», Еврейский Музей и Центр Толерантности, Moscow[76]
- «Планетарный сад. Культивируя сосуществование» (кураторы: Брегье ван дер Хаак, Андрэ Жак, Ипполито Пестеллини Лапарелли, Мирьям Варадинис), Манифеста 12, Палермо[77]
- «Начиная с пустыни» (куратор — Марко Скотини), 2-я Иньчуаньская биеннале, Museum of Contemporary Art Yinchuan, Иньчуань[78]
- «Все было навсегда, пока не прекратилось» (куратор — Катерина Грегос), 1-я Рижская международная биеннале современного искусства, Рига[79]
- «Достаточно скоро. Искусство в действии» (куратор — Мария Линд), Tensta Konsthall, Стокгольм[80]

2017
- «Жизнь из моего окна» (куратор — Андрей Мизиано), Laura Bulian gallery, Милан[81]
- «Новая грамотность» (куратор — Жоао Рибас), 4 Уральская Индустриальная биеннале, Екатеринбург[82]
- «Путешественники: Путешествие и миграция в новом искусстве Центральной и Восточной Европы» (куратор — Магдалена Москалевич), Kumu Art Museum, Таллинн[83]
- «Граница» (кураторы: Инке Арнс и Тибо де Рёйтер), Goethe Institute в Ioseb Grishashvili Tbilisi History Museum (Karvasla), Тбилиси[84]
- «How To Live Together» (куратор — Николас Шафхёйзен), Kunsthalle Wien, Вена[85]
- «Да здравствует искусство!» (куратор — Кристин Масель) , 57-я Международная Арт Выставка, Венецианская биеннале, Венеция[86]
- «Создание космических сил» (куратор — Мэтью Витковски, Ричард и Элен Сандор (Art Institute Chicago), Катерина Чучалина с Анной Ильченко (V-A-C Foundation), Питер Тауб, Palazzo delle Zattere, Венеция[87]
- «1-я Триеннале российского современного искусства в Гараже» (кураторы: of Russian Contemporary Art, curated by Кейт Фаул, Катя Иноземцева, Снежана Крастева, Андрей Мизиано, Ильмира Болотян, Саша Обухова, Татьяна Волкова, Музей современного искусства «Гараж», Москва[88]
- «Граница» (куратор — Инке Арнс и Тибо де Рюйтер) Ruyter, Goethe Institute, Москва, Санкт-Петербург, Красноярск, Киев, Минск, Дортмунд[89]

2016
- «Вывод Красной Армии» (куратор — Иван Галузин и Лиз Даль), Northern Norway Art Museum, Blaker Old Dairy, Осло[90]
- «Почему мы не спросим еще раз? Аргументы, контраргументы и истории» (курирование —  Raqs Media Collective), 11-я Шанхайская биеннале, Power Station of Art, Шанхай[91]
- «Социальная каллиграфия» (куратор — Магда Кардаш), Zachęta National Gallery, Варшава[92]
- «Миллениалы» (куратор — Мирьям Вестен), Museum Arnhem, Арнем[93]
- «Представление пейзажа» (куратор — Лоренцо Фузи), TRUCK Contemporary Art, Калгари[94]
- «VII Взаимодействие с постоянной коллекцией: отклик современных художников на коллекцию MMOMA» (куратор — Елена Яичнникова), MMOMA, Москва[95]
- «Путешественники» (куратор — Магдалена Москалевич), Zachęta National Gallery, Варшава[96]
- «Музей ON/OFF» (куратор — Алисия Нок), Центр Помпиду, Париж[97]
- «Но завтрашний день все еще отражается на моем лице» (куратор — Нат Мюллер), Lawrie Shabibi gallery, Дубай[98]
- «Затерянные в архиве» (куратор —  Инга Лаче и Андра Силапетере), выставочный холл Riga Art Space, Рига[99]
- «Барокко», Galerie Fons Welter, Амстердам[100]
- minus20degree, Зимняя биеннале Искусства и Архитектуры minus20degree, (куратор — Тео Дейтингер и Хайнц Риеглер,  Флахау.[101]

2015
- «Отвоцк, 5-й сезон: Silvohortiaromatherapy» (куратор — Кася Редзис и Магда Матерна), проводится Open Art Projects и польским художником Mirosław Bałka, Muzeum Ziemi Otwockiej (Museum of the Otwock Land), Отвоцк[102]
- «Как собираться? Действие в центре центре города в сердце острова Евразия» (куратор — Барт Де Бар, Дефне Айас и Николаус Шафхаузен), 6-я Московская биеннале современного искусства, Москва[103]
- «The School of Kyiv». Киевская биеннале (куратор — Георг Шелльхаммер и Хедвиг Саксенхьюбер), Исследовательский центр визуальной культуры, Киев[104]
- «Слишком рано. Слишком поздно. Ближний восток и современность» (куратор — Марко Скотини), Pinacoteca Nazionale di Bologna, Болонья[105]

2014
- «Перфоманс в России: картография истории» (кураторы — Юлия Аксенова, Саша Обухова), Музей Современного Искусства Гараж, Москва[106]
- «Без названия… (местные из неотсюда)» (куратор — Андрей Мизиано), Музей Современного Искусства Гараж, Москва[107]
- «Параджанов. Выставка цвета граната», Государственная Галерея на Солянке, Москва[108]
- «Близко и далеко: Российская фотография сегодня» (куратор — Кэйт Буш), Calvert22, Лондон[109]
- Некоммерческая программа «MARKER 2014: Центральной Азии и Кавказа», Художественная ярмарка Art Dubai[110]
- «Опера труда и революции» (кураторы — Ланфранко Асэти, Сюзан Джашко), Kasa галерея, Стамбул
- «До скорого и спасибо за всю рыбу», Lawrie Shabibi галерея, Дубай

2013
- «Чрезвычайные и полномочные» (кураторы — Елена Сорокина, Джелле Боухаус), 5 Московская биеннале современного искусства, специальный проект, Центр дизайна ARTPLAY, Москва[111]
- Nostalgia Nervosa (куратор — Илиана Фокианаки), State of Concept, Афины[112]
- «Любишь, не любишь» (куратор — Дина Нассер-Кхадиви), 55-я Венецианская Биеннале, параллельная программа, Венеция[113]
- «Осмысленное действие» (куратор — Берал Мадра), Аланика 2013, Национальный музей Республики Северная Осетия-Алания, Владикавказ[114]
- «Завтра воды не будет» (куратор — Алексей Масляев), Московский Музей Современного Искусства, Москва[115]
- «Мифопоэтический Странник» (куратор — Андрей Мизиано), музейный центр «Наследие Чукотки», Анадырь[116]
- «Re: emerge - K новой культурной картографии» (куратор — Юко Хасегава), 11-я Биеннале в Шардже, Шарджа[117]
- «Это похоже на насилие» (кураторы — Николас Кохн и Эми Кисч), HERE art center, Нью-Йорк
- «Посмотри на себя, на кого ты похож?» (куратор — Андрей Паршиков), галерея «Виктория», Самара[118]

2012
- «Кавказский словарь. Земля и люди». Государственный музей-заповедник «Царицыно», Москва[119]
- «Я есть кто я есть» (куратор — Ольга Свиблова), Kunst im Tunnel, Дюссельдорф[120]
- «Звериный стиль» (куратор — Илья Шипиловских), Государственный Центр Современного Искусства, Екатеринбург[121]
- «Кварантания» (куратор — Дэйвид Торп), John Hansard Gallery, Саутгемптон[122]
- «Счастливый архипелаг» (куратор — Ольга Гротова), Guest Projects, Лондон[123]
- «Счастье/Теплый ствол» (куратор — Екатерина Шадковска), Rizzordi Art Foundation, лофт RAF, Санкт-Петербург[124]
- «Миграсофия» (куратор — Сара Раза), Maraya Contemporary Art, Шарджа[125]
- «Génération P». Мэрия города Ле-Кремлен-Бисетр

2011
- «Переписывая миры» (куратор — Петер Вайбель), 4-я Московская биеннале современного искусства, основной проект, Artplay, Москва[126]
- «Расширенное кино» (куратор — Ольга Шишко), XII Медиафорум 33-го Московского Международного Кинофестиваля, Московский Музей Современного Искусства, Москва[127]
- «Вставай и беги с этим — о любви и невозможном» (куратор — Надин Ветлисбаш), Palais Bleu Le-Lieu, Троген
- «Большой кавказ» (куратор — Ирина Яшкова), PERMM Музей Современного Искусства, Пермь[128]
- Северо-кавказская биеннале современного искусства (куратор — Джамиля Дагирова), Первая галерея, Каспийск[129]
- «Сейчас&Потом», в рамках «Мастерской 20’11», ММСИ, Москва[130]
- «Практика повседневности» (куратор — Дейвид Торп), Calvert 22, Лондон[131][132].

2010
- «Зоны отчуждения» (куратор — Марина Фоменко), LOT gallery, Лексингтон[133]
- «Интимный капитал» (куратор — Андрей Паршиков), II Московская международная биеннале молодого искусства «Стой! Кто идет?», Проект «Фабрика», Москва[134]
- «История Российского Видеоарта, Том 3» (куратор — Антонио Джеуза), Московский Музей Современного Искусства, Москва[135]

2009
- «Дайте мне подумать» (куратор — Станислав Шурипа), 3-я Московская биеннале современного искусства, параллельная программа, Культурный центр «Красный Октябрь», Москва[136]
- «Алюминиум» (куратор — Лейла Ахунзаде), 4-я Международная биеннале современного искусства, Баку[137]
- «Really?» (куратор — Александр Соколов) 3-я Московская биеннале современного искусства, параллельная программа, ARTPLAY, Москва[138]
- «Топография счастья: Русская свадьба Конец XIX — начало XXI вв.» (куратор — Ольга Соснина), Государственный музей-заповедник «Царицыно», Москва[139]
- «Дальше действовать будем мы» (кураторы — Арсений Жиляев и Мария Чехонадских), Воронежский Центр Современного Искусства, Воронеж[140]

2008
- «Я, природа» (куратор — Станислав Шурипа), I Московская международная биеннале молодого искусства «Стой! Кто идет?», Фонд «Современный город», Москва[141]
- «Миграция» (куратор — Дарья Камышникова), I Московская международная биеннале молодого искусства «Стой! Кто идет?», Московский Музей Современного Искусства, Москва[142]
- «Документируя Возможности» (куратор — Станислав Шурипа), Valand School of Fine Art, Гётеборг

2006
- «Кавказика» (куратор — Джанкарло Вианелло), Scuola Grande di S. Giovanni Evangelista, Венеция[143]
- XII INTERBIFER Международная биеннале портрета — рисунок и графика-06, Тузла

## Преподавательская деятельность
- 2014-2011[уточнить] Факультативные лекции в «Первой галерее» (Махачкала–Каспийск), на художественно-графическом отделении Дагестанского государственного педагогического университета (Махачкала), в Дагестанском художественном училище им М. А. Джемала (Махачкала), проводила мастер-классы в South London Art Gallery (Лондон) и др.
- 2010 Спецкурс «История перформанса» на отделении искусствоведения исторического факультета Московского государственного университета им. М. В. Ломоносова, Москва.[144]